# Ракош (Кошице-околина)
Ракош (слч. Rákoš) насељено је мјесто са административним статусом сеоске општине (слч. obec) у округу Кошице-околина, у Кошичком крају, Словачка Република.

## Становништво
| Година:    | 1994. | 2004.    | 2014.   | 2024.   |
| ---------- | ----- | -------- | ------- | ------- |
| Број људи: | 305   | 349      | 343     | 375     |
| Разлика:   |       | +14,42 % | -1,71 % | +9,32 % |

| Година:    | 2023. | 2024.   |
| ---------- | ----- | ------- |
| Број људи: | 363   | 375     |
| Разлика:   |       | +3,30 % |

Према подацима о броју становника из 2011. године насеље је имало 346 становника.